# اینچوکالنس
اینچوکالنس (به لاتین: Inčukalns) یک روستا در لتونی است که در شهرداری اینچوکالنس واقع شده‌است. اینچوکالنس ۲٬۰۲۸ نفر جمعیت دارد.